# Chermignon
Chermignon (även: Chermignon-d'en Haut, frankoprovensalska: Chèrmegnon) är en ort i kommunen Crans-Montana i kantonen Valais, Schweiz. Orten var före den 1 januari 2017 en egen kommun, men slogs då samman med kommunerna Mollens, Montana och Randogne till den nya kommunen Crans-Montana.